# Sällskapshund

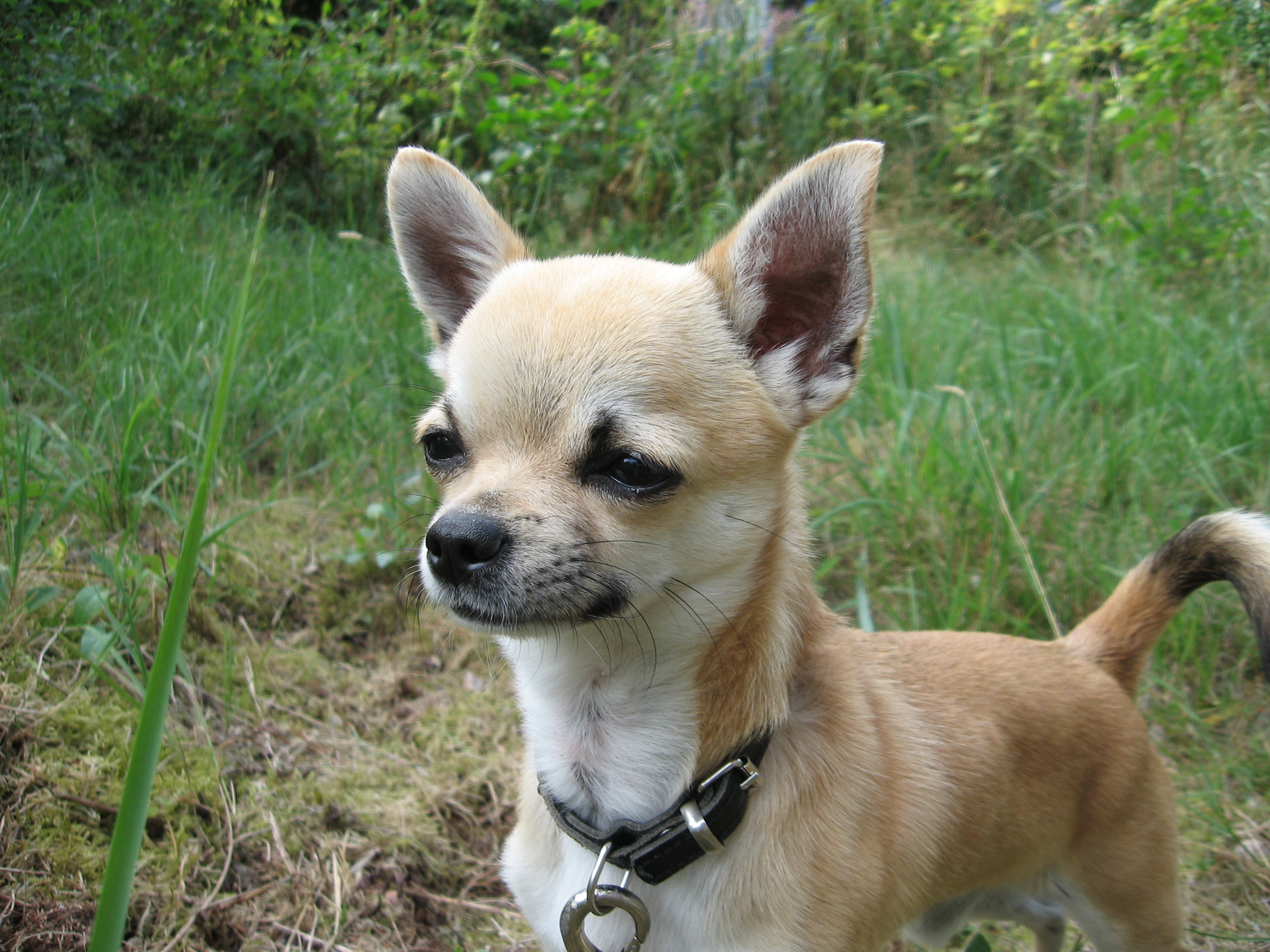
Chihuahuan, en sällskapshund.

Sällskapshunden är, till skillnad från brukshundarna (ledarhundar, jakthundar, narkotikahundar med flera), en hund man primärt har som sällskapsdjur.
Även om hundar av alla raser kan fungera som sällskapshundar finns det ändå många raser speciellt framavlade för sällskap. De flesta av dessa återfinns i den internationella kennelfederationen Fédération Cynologique Internationales (FCI) rasgrupp 9. Emellertid torde merparten av alla hundar, åtminstone delvis, kunna betraktas som "sällskapshundar" i den mening att de ses som delaktiga i familjen eller såsom varande en del av ägarens sällskap.